# Seerecht von Wisby

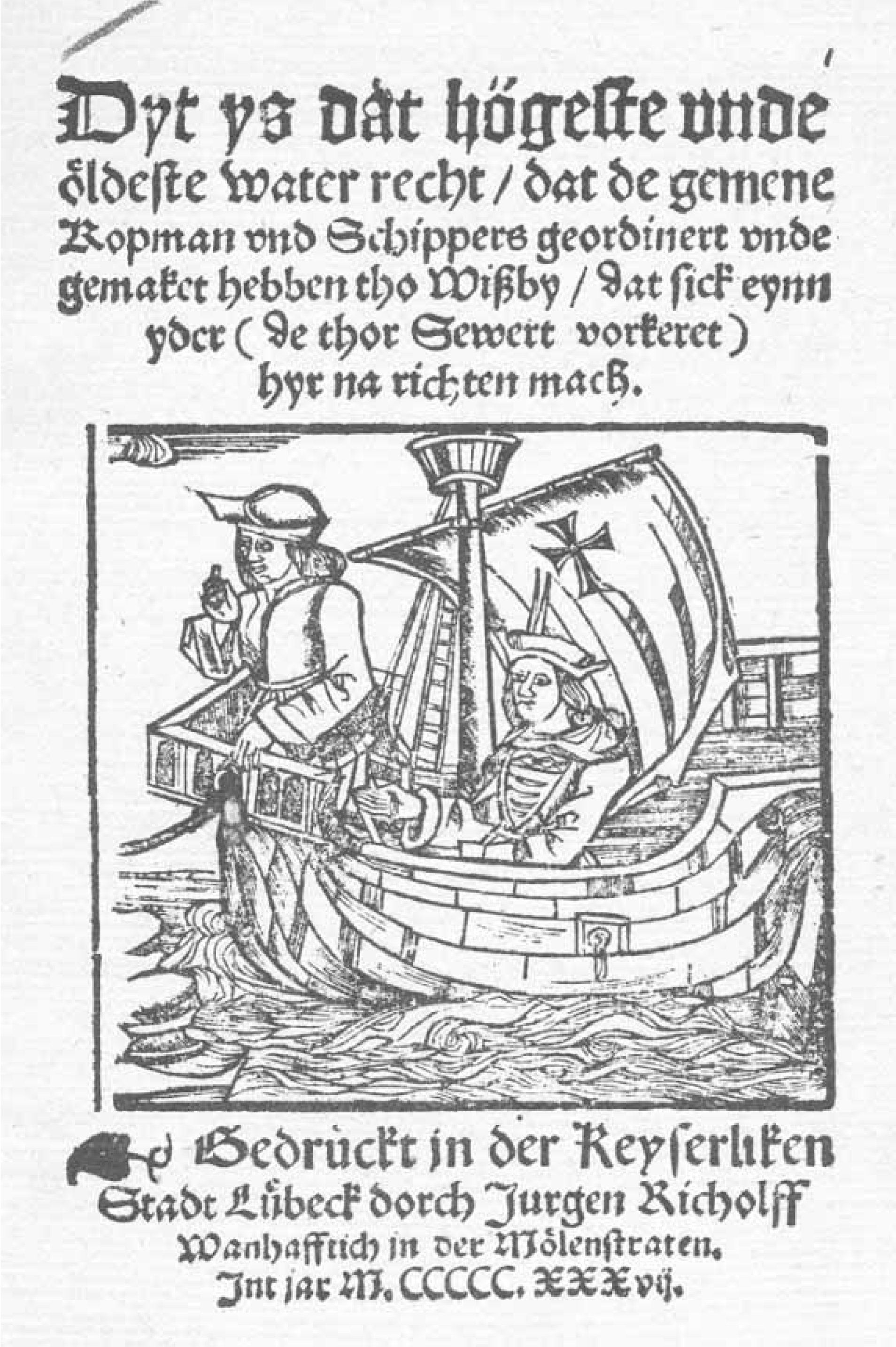
„Datt högeste unde öldeste water recht“ gedruckt 1537 von Jürgen Richolff d. J. in Lübeck

Das Seerecht von Wisby ist eine im Nord- und Ostseeraum verbreitete Seerechtskompilation aus dem frühen 16. Jahrhundert. Die frühesten erhaltenen Drucke sind in mittelniederländischer (1532, Amsterdam) und mittelniederdeutscher (1537, Lübeck) Sprache abgefasst. Sie gehen unmittelbar zurück auf das 1505 in Kopenhagen auf Niederdeutsch gedruckte Gotländische Wasserrecht. Dieses ist wiederum eine Zusammenstellung letztlich aus lübischem Recht, den französischen Rôles d’Oléron und den niederländischen Ordinancie.
Das Seerecht von Wisby hatte im Nord- und Ostseeraum bis ins 19. Jahrhundert überregionale Bedeutung und war in niederdeutschen, niederländischen und dänischen Fassungen weit verbreitet. Es wurde jedoch subsidiär angewandt, so dass an Orten mit eigenen seerechtlichen Regelungen, so in den Hansestädten und auch in Wisby selbst, in der Regel zunächst diese zur Anwendung kamen. Als Seerecht überregionaler Geltung hatte das Seerecht von Wisby dennoch weitreichende Wirkung. Irrtümlicherweise wurde es sogar bis zum 18. Jahrhundert als ursprüngliches europäisches Seerecht des Mittelalters und Quelle der anderen Rechtssammlungen angesehen. Vereinzelt wurde es noch im 19. Jahrhundert in Gerichtsurteilen zitiert.

## Entwicklung
Mit dem von Westfrankreich (Bordeaux) ausgehenden Weinhandel breitete sich auch das dortige, bereits vor 1286 in den Rôles d'Oléron festgehaltene Seerecht aus. Wesentliches Ziel der französischen Weintransporte war neben England, wo die Rôles d'Oléron ebenfalls Grundlage des Seerechts wurden, der Seehafen von Brügge, Damme. Dort entstand im 14. Jahrhundert eine flämisch-niederländische Übersetzung der Rôles d'Oléron, die als Vonnisse (auch Vonnesse) van Damme (Weistümer von Damme) bezeichnet wurden. In den nördlichen Niederlanden entstand in der zweiten Hälfte des 14. Jahrhunderts parallel eine Sammlung des dortigen Seegewohnheitsrechts, die sogenannten Ordinancie, oft auch mit den Zusätzen van Amsterdam oder van Staveren benannt. Eine Zusammenstellung der Vonnisse und der Ordinancie wurde ab dem 15. Jahrhundert als Waterrecht, also einfach als Wasserrecht, bezeichnet. Für die noch weiter östlich gelegenen Städte der Hanse waren in den Stadtrechten, die meist dem lübischen Recht folgten, seerechtliche Regelungen gegeben. Hierauf bauten auch die überregional geltenden Hanserecesse auf. Insbesondere mit dem seit dem 14. Jahrhundert sich entwickelnden Handel zwischen Ost- und Nordsee entstand auch der Bedarf nach einer Übersicht über die in diesem Raum geltenden Rechte. Eine entsprechende Sammlung entstand offenbar zuerst im Ostsee-Handelszentrum Wisby, auf das bereits der erste 1505 in Kopenhagen erschienene, heute meist als Gotländisches Wasserrecht bezeichnete, Druck, hinweist.
Das Gotländische Wasserrecht besteht aus den 14 einschlägigen Artikeln des lübischen Rechts, den hier in 25 Artikeln wiedergegebenen 24 Artikeln der Vonnisse van Damme, die identisch sind mit den ersten 24 Artikeln der Rôles d'Oléron, 25 Artikeln aus den (gekürzten) Ordinancie und schließlich zwei weiteren Artikeln aus dem lübischen Recht, wovon der letzte (Art. 66) einen Teil des Artikels 1 wiederholt. Weitere Wiederholungen kommen zustande durch identische oder ähnliche Artikel in den drei verschiedenen Ausgangsdokumenten. In den weiteren Ausgaben ab den Drucken von Amsterdam 1532 und Lübeck 1537, die als Seerecht von Wisby bezeichnet werden, sind – offenbar wegen Doppelungen, mindestens vier weitere bleiben jedoch erhalten – zwei Artikel zum Seewurf aus dem lübischen Recht (bisher Nr. 7 und 11) gestrichen. Die fehlenden sechs Artikel der Ordinancie sind vor den beiden letzten Artikeln eingefügt. Durch Teilungen und Zusammenfassungen von Artikeln sind nun die ersten zwölf von insgesamt 72 Artikeln lübisches Recht, dann folgen 24 Artikel (13–36) Vonnisse, dann 34 Artikel (37–70) Ordinancie und zuletzt zwei Artikel (71–72) lübisches Recht. Bereits 1545 erschien auch eine dänische Fassung mit wiederum anderer Gliederung.

## Inhalt
Das Seerecht von Wisby besteht aus kasuistischen Regelungen der Rechtsverhältnisse innerhalb der Schiffsbesatzung, zwischen den Besatzungen verschiedener Schiffe sowie das Verhältnis von Reedern und Befrachtern zur Besatzung und enthält einen Katalog von Bußbestimmungen bei Zuwiderhandlungen. Ebenso ist die Haftung und der finanzielle Ausgleich von Schäden, insbesondere auch durch höhere Gewalt, zwischen den Beteiligten geregelt.

## Rezeption
In Deutschland, den Niederlanden und Dänemark fand das Seerecht von Wisby sofort weite Verbreitung. Es wurde im 16. und 17. Jahrhundert immer wieder gedruckt. Es wurde entsprechend seiner Eigenbezeichnung höchstes und ältestes Wasserrecht, niederländisch Zeerechten, dat is dat hoogste ende oudste Gotlandtsche Waterrecht, interpretiert und lange Zeit irrtümlicherweise, so bereits von Grotius, als Ursprungstext der eigentlich älteren Seerechte von Oléron, Damme und Amsterdam/Staveren aufgefasst. Aufgrund seiner großen Bedeutung wurde es später auch in weitere Sprachen übersetzt, so ins Französische (Bordeaux 1647), Schwedische (Stockholm 1689) und Englische (London 1709).
Das Seerecht von Wisby galt als subsidiäres Recht auch während der zunehmenden Fortentwicklung der einzelstaatlichen seerechtlichen Regelungen weiter und verlor nur sehr langsam an Bedeutung. So blieb es beispielsweise für die Hanse auch noch nach Schaffung des einheitlichen hansischen Seerechts 1614 durch die Hansische Schiffsordnung gültig. Auch die niederländische Fassung wurde noch 1695, 1697 und 1699 in Amsterdam gedruckt.